# We Like to Party! (The Vengabus)
We Like to Party! (The Vengabus) ist ein Lied der niederländischen Eurodance-Band Vengaboys, das im Oktober 1998 erschien.

## Entstehung und Veröffentlichung
Geschrieben und produziert wurde das Lied gemeinsam von Wessel van Diepen (Delmundo) und Dennis van den Driesschen (Danski).
Die Erstveröffentlichung von We Like to Party! (The Vengabus) erfolgte als Single am 19. Oktober 1998 bei Urban Records. Diese erschien als erweiterte CD-Maxi-Single mit neun verschiedenen Versionen des Liedes (Katalognummer: 567 763-2). In den folgenden Monaten erschienen weltweit diverse regionale Singleausführungen, die sich durch die Anzahl und Auswahl der B-Seiten unterscheiden. Am 30. Oktober 1998 erschien das Lied als Teil der ersten Vengaboys-Kompilation Greatest Hits! Part 1 bei Breakin’ Records (Katalognummer: KRAK 4033). Zwei Wochen später erschien es zudem als Teil des ersten Studioalbums Up & Down – The Party Album! am 9. November 1998 (Katalognummer: 559 792-2). Am 20. April 2024 wurde die Single nochmals neu als 7″-Single mit Boom, Boom, Boom, Boom!! aufgelegt.

## Inhalt
In We Like to Party! (The Vengabus) beschreibt die Band ihren Spaß am Partymachen und wie sie mit ihrem „Vengabus“ herumfahren. Die Tonart des Titels ist As-Dur mit 136 Schlägen pro Minute.

## Rezeption
Im Jahr 2024 war das Lied Teil des Soundtracks zum Online-Computerspiel Fortnite (Chapter 5: Season 3).

## Kommerzieller Erfolg

### Chartplatzierungen
| ChartsChartplatzierungen       | Höchstplatzierung | Wochen |
| ------------------------------ | ----------------- | ------ |
| Deutschland (GfK)              | 4 (18 Wo.)        | 18     |
| Niederlande (Media Markt)      | 2 (22 Wo.)        | 22     |
| Österreich (Ö3)                | 6 (14 Wo.)        | 14     |
| Schweiz (IFPI)                 | 4 (19 Wo.)        | 19     |
| Vereinigte Staaten (Billboard) | 26 (20 Wo.)       | 20     |
| Vereinigtes Königreich (OCC)   | 3 (14 Wo.)        | 14     |

| ChartsJahrescharts (1998) | Platzierung |
| ------------------------- | ----------- |
| Deutschland (GfK)         | 58          |
| Niederlande (Media Markt) | 5           |

| ChartsJahrescharts (1999)    | Platzierung |
| ---------------------------- | ----------- |
| Vereinigtes Königreich (OCC) | 29          |

### Auszeichnungen für Musikverkäufe
| Land/Region                  | Auszeichnungen für Musikverkäufe (Land/Region, Auszeichnung, Verkäufe) | Verkäufe  |
| ---------------------------- | ---------------------------------------------------------------------- | --------- |
| Australien (ARIA)            | Platin                                                                 | 70.000    |
| Belgien (BRMA)               | 2× Platin                                                              | 100.000   |
| Neuseeland (RMNZ)            | Gold                                                                   | 5.000     |
| Niederlande (NVPI)           | Platin                                                                 | 75.000    |
| Vereinigte Staaten (RIAA)    | —                                                                      | 405.000   |
| Vereinigtes Königreich (BPI) | Platin                                                                 | 600.000   |
| Insgesamt                    | 1× Gold · 5× Platin ·                                                  | 1.255.000 |

Hauptartikel: Vengaboys/Auszeichnungen für Musikverkäufe

## Coverversionen
Die Schlümpfe brachten 1999 mit Wir wollen verreisen! bei Electrola eine deutsche Coverversion als Single heraus.